# Portrait de Stéphane Mallarmé (Renoir)
Le Portrait de Stéphane Mallarmé est un tableau réalisé  par Auguste Renoir en 1892. Il mesure 50 × 40 cm et représente en buste le poète Stéphane Mallarmé. Il est conservé au Musée d'Orsay.